# 마블 텔레비전
마블 텔레비전(영어: Marvel Television)은 미국의 텔레비전 제작사였다. 마블 코믹스의 캐릭터를 기반으로 한 실사 및 애니메이션 (마블 애니메이션)이나 DVD 직판 시리즈를 담당하였다. 이 부문은 계열의 ABC 스튜디오에 거점을 두고 있었다. 이 부문은 2019년 10월에 마블 엔터테인먼트에서 마블 스튜디오로 이관되었고, 그 2개월 후에 마블 스튜디오로 통합되었다. 마블 텔레비전은 현재 레이블로 사용되고 있다.

## 제작

### 시리즈
- 에이전트 오브 쉴드
- 에이전트 카터
- 데어데블 (드라마)
- 제시카 존스 (드라마)
- 루크 케이지 (드라마)
- 리전 (드라마)
- 아이언 피스트 (드라마)
- 디펜더스 (드라마)
- 인휴먼즈
- 더 기프티드
- 퍼니셔 (드라마)
- 런어웨이즈 (드라마)
- 클록 & 대거
- 헬스트롬 (드라마)

## 같이 보기
- 마블 시네마틱 유니버스의 텔레비전 드라마 목록